# Silvio Valenti Gonzaga

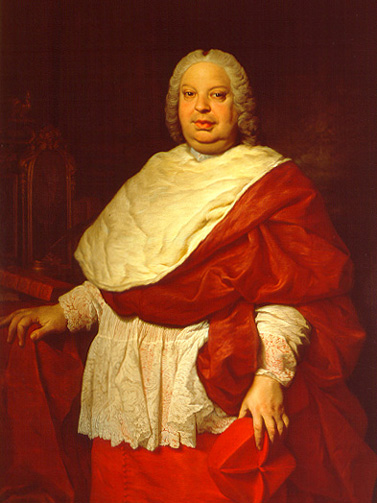
Kardinal Silvio Valenti Gonzaga auf einem Gemälde von Pierre Subleyras aus dem Jahr 1745

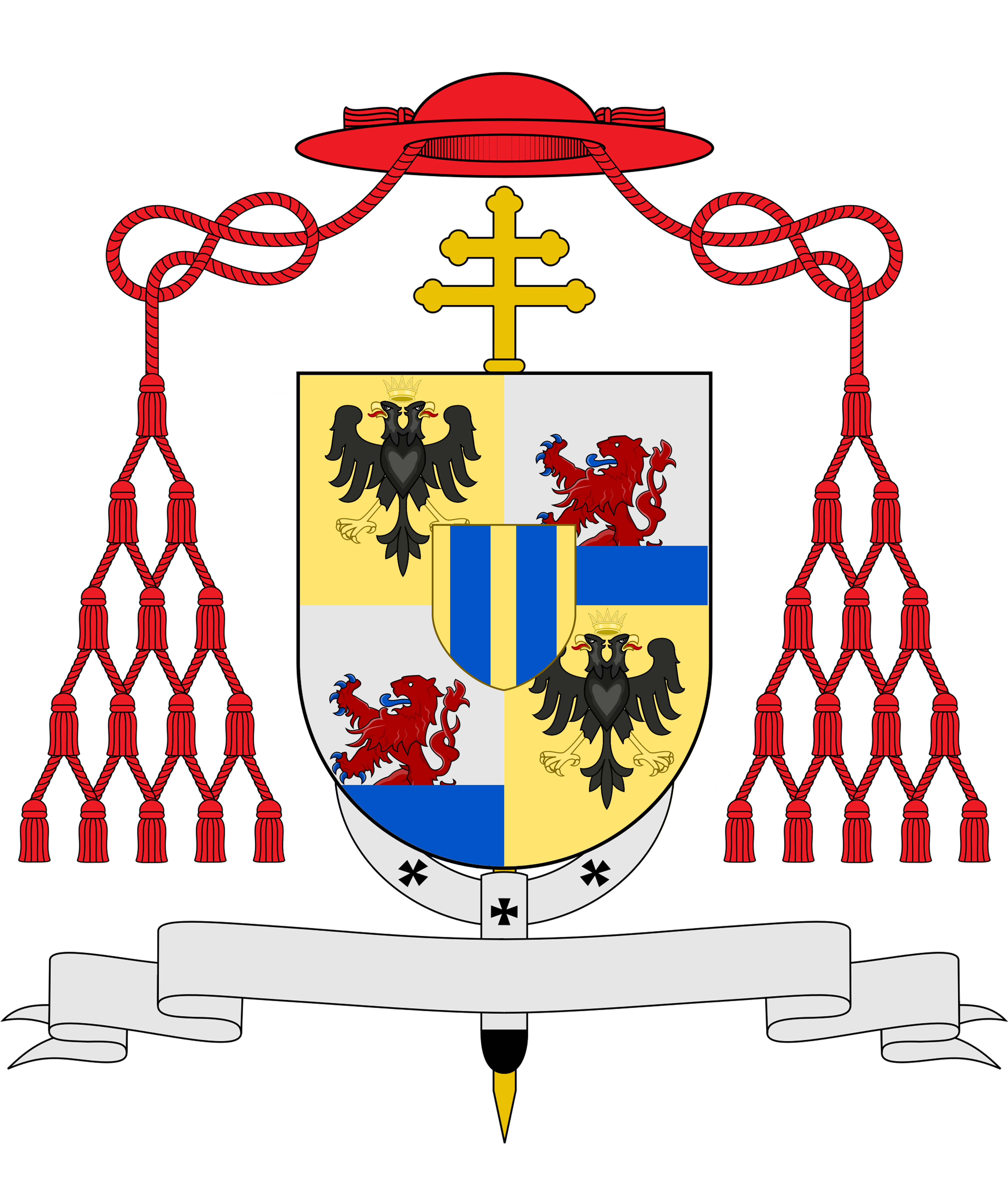
Kardinalswappen Silvio Valenti Gonzagas

Silvio Valenti Gonzaga (* 1. März 1690 in Mantua; † 28. August 1756 in Viterbo) war ein italienischer Geistlicher, Titularerzbischof, Kardinal und Kardinalstaatssekretär.

## Leben

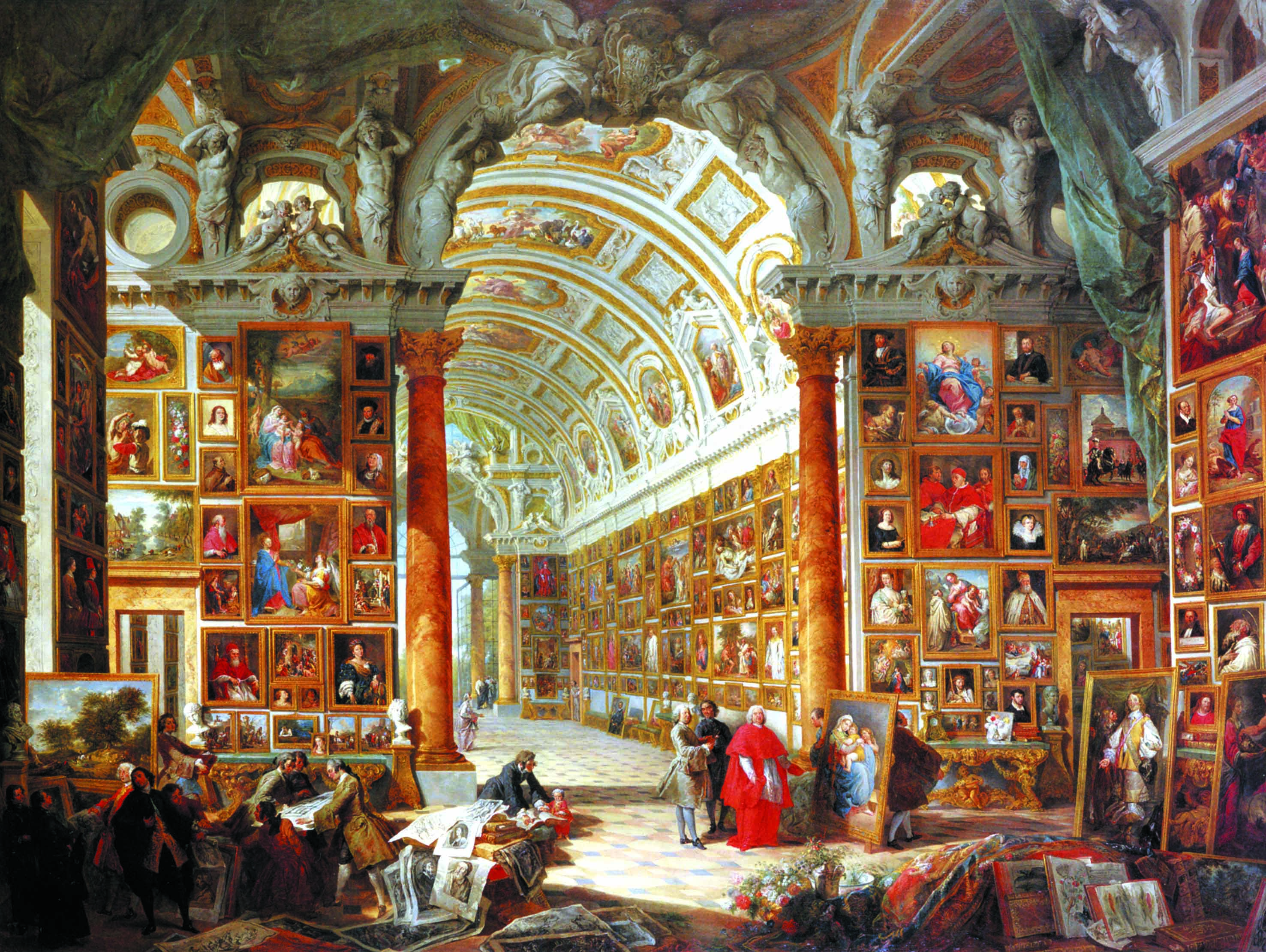
Giovanni Paolo Pannini: Gemälde Inneres der Bildergalerie mit der Sammlung von Kardinal Silvio Valenti Gonzaga (1740)

Die Geschichte seiner Familie war eng mit dem Haus Gonzaga verbunden, dem sie in Mantua gedient hatte. Der Vorfahre Valente Valenti erhielt 1518 durch ein Dekret des Markgrafen Gianfrancesco II. Gonzaga das Privileg, den Familiennamen der in Mantua herrschenden Dynastie als Beinamen zu führen. Das führte späterhin zu der Annahme, dass das Haus Valenti mit dem Haus Gonzaga nahe verwandt sei. Tatsächlich war auch Isabella, die Mutter von Silvios Großvater Odoardo Valenti Gonzaga (1620–1677), eine geborene Gonzaga. Sie war mit Silvios Urgroßvater Ottavio Valenti Gonzaga (1579–1630) verheiratet.

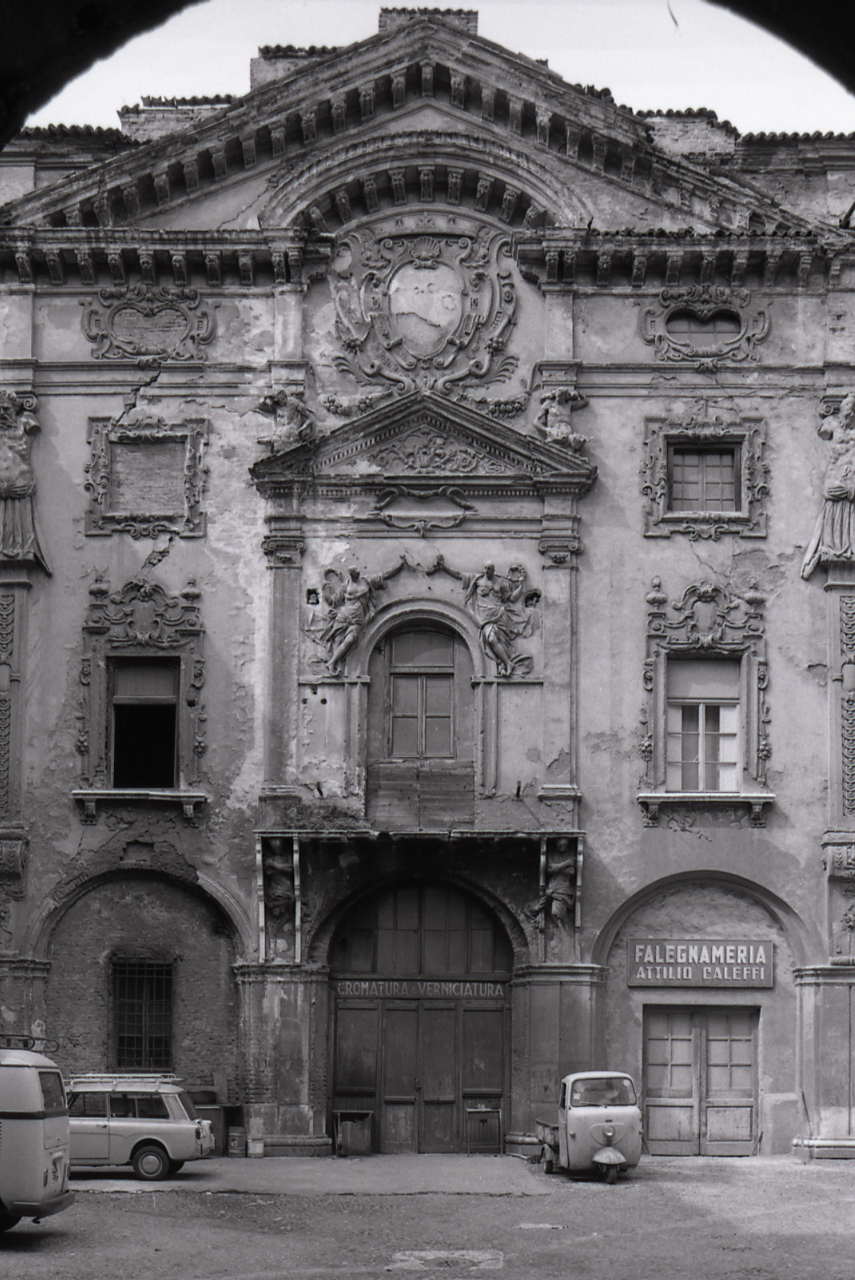
Der 1670 vom Architekten Frans Geffels erbaute Palazzo Valenti Gonzaga in Mantua, das Geburtshaus des Kardinals Silvio Valenti Gonzaga (1972)

Silvio wurde als zweites der vier Kinder des Marchese Carlo Valenti und der Barbara Andreasi geboren. Seine Schwester war Donna Osanna, Gemahlin des Grafen Pompei zu Pontara. Sein Bruder war Marchese Odoardo Valenti Gonzaga, kaiserlicher Oberfinanzdirektor und Kämmerer zu Mantua. Dessen Sohn war Luigi Valenti Gonzaga (1725–1808), der, von seinem Onkel Silvio in die Römische Kurie geholt und dort im Rahmen des üblichen Nepotismus gefördert, 1776 ebenfalls Kardinal wurde.
Valenti Gonzaga besuchte in seiner Jugend das Collegio de’ Nobili in Parma und die Universität Ferrara, wo er 1710 einen Doktortitel in den Rechtswissenschaften erlangte. Nach seinem Studium war er als Päpstlicher Ehrenkaplan und in anderen Funktionen für den Heiligen Stuhl tätig und empfing am 3. Juni 1731 die Priesterweihe. Schon im nächsten Monat ernannte ihn Papst Clemens XII. zum Titularerzbischof von Nicaea. Die Bischofsweihe spendete ihm am 22. Juli 1731 in Rom Kardinal Juan Álvaro Cienfuegos Villazón SJ; Mitkonsekratoren waren Giuseppe Spinelli, Nuntius in Flandern, und Erzbischof Carlo Alberto Guidobono Cavalchini. Von 1736 bis 1738 war Valenti Gonzaga Apostolischer Nuntius in Spanien. Am 19. Dezember 1738 wurde Valenti Gonzaga von Papst Clemens XII. zum Kardinal erhoben. Als solcher fungierte er von 1740 bis 1747 bzw. von 1747 bis 1753 als Kardinalpriester der Titelkirchen Santa Prisca und San Callisto sowie als Camerlengo des Kardinalskollegiums (1749–1750). Er nahm am Konklave 1740 teil, bei dem Benedikt XIV. als Papst gewählt wurde. Der neue Papst ernannte Valenti Gonzaga sogleich zum Kardinalstaatssekretär, womit er zum wichtigsten Staatsminister des päpstlichen Hofes wurde. Von 1753 bis zu seinem Tod hatte Valenti Gonzaga das Amt des Kardinalbischofs von Sabina inne.
Kardinal Valenti Gonzaga besaß eine umfangreiche Gemäldesammlung, die nach seinem Tod im Jahr 1763 in Amsterdam verkauft wurde.